# آنا مونتينيغرو
آنا مونتينيغرو (بالإنجليزية: Ana Montenegro)‏ (13 أبريل 1915 في البرازيل - 2006، سالفادور في البرازيل)؛ كاتِبة، صحفية، محامية وشاعرة برازيلية.